# فيرجينيا هيلي آشر
فيرجينيا هيلي آشر (بالإنجليزية: Virginia Healey Asher)‏ هي مغنية أمريكية، ولدت في 18 ديسمبر 1869 في شيكاغو في الولايات المتحدة، وتوفيت في 2 فبراير 1937 في فلوريدا في الولايات المتحدة.